# Cohors VIII Fida
Die Cohors VIII Fida (equitata) („8. teilberittene Kohorte, die Treue“) war eine römische Hilfstruppe, die während der Zeit des hohen Prinzipats und bis in die Spätantike in Kastellen der römischen Provinz Africa proconsularis, später Tripolitania, Dienst tat. Die Einheit gehörte dem Grenzschutz an und hatte später als Sicherungstruppe des Abschnittskommandos Talalati die Aufgabe, die Gebirgsgruppe des Djebel Demmer auf den Höhenzügen des Berglandes von Dahar mit seinen Militärposten und Sperrwerken zu überwachen.

## Geschichte der Einheit

### Standort Kastell Secedi
Einen ersten Hinweis über die Existenz der Einheit, liefern zwei Ostraca aus dem heute in Libyen gelegenen Kastell Gholaia, die in den Zeitraum von 253 bis 259 n. Chr. datiert werden. Der Ausstellungsvermerk des einen Schriftstückes lautet auf einen 24. April, der Empfang wurde an einem 27. April quittiert. Das zweite Schriftstück ist nur fragmentarisch überliefert. Im erstgenannten Dokument schickt der Kommandeur der Cohors VIII Fida, ein Decurio namens Pomponius Silvanus, einen Meldereiter nach Gholaia ab, um nach Befehlen für seine Einheit anzufragen. Der Standort der Cohors VIII Fida war zu dieser Zeit das – noch nicht lokalisierte – Kastell Secedi.

### Standort Kastell Talalati

Lageplan des Kastells Ras el Aïn Tlalet mit der umliegenden Bebauung

Wie Bauinschriften aus dem Jahr 263 n. Chr. beweisen, kann die Einheit nach ihrer Zeit in Secedi im neu gegründeten Kastell von Ras el Aïn Tlalet (Talalati) verortet werden.
Diese Befestigung befand sich rund 600 Kilometer weiter nordwestlich des bisherigen Einsatzortes der Kohorte. Das Zeitfenster der Verlegung wird durch die Erwähnung auf den genannten Ostraca spätestens in den Jahren 258/259 n. Chr. und auf den Bauinschriften aus dem Jahr 263 n. Chr. stark eingegrenzt. Der Grund für diese Maßnahme liegt offenbar in der archäologisch nachweisbaren und in diese Zeit fallenden Aufgabe der weit nach Süden vorgeschobenen militärischen Grenzanlagen im Raum um Gholaia. Diese Aufgabe betraf wohl auch das Kastell Gheriat el-Garbia mit den dazugehörigen Außenposten. Schwere Niederlagen an anderen Grenzabschnitten des Reiches, darunter der endgültige Limesfall in den germanischen Provinzen, innerrömische Auseinandersetzungen, der Mangel an Soldaten und strategische Überlegungen werden Kaiser Gallienus (260–268) am Höhepunkt der Reichskrise veranlasst haben, den tripolitanischen Grenzverlauf zumindest im Raum um Gholaia zurückzuverlegen.
Während der Spätantike ist durch die Notitia Dignitatum Occidentalis, die Teil eines spätrömischen Kodex ist, der seine heutige Textgestalt bis um 425 oder etwas später erhielt, für den militärischen Großraum Talalati ein Praepositus limitis Talalatensis nachgewiesen. Der Limes Tripolitanus wurde schon vor der Mitte des 3. Jahrhunderts in einzelne Grenzkommandos aufgeteilt. Der Oberbefehl für diese nachweislich seit der Mitte des 3. Jahrhunderts aufgebauten einzelnen Grenzschutzabschnitte lag wahrscheinlich zunächst noch in der Hand örtlicher Truppenführer, den Praepositi limitis, die ihre Stabsstellen in den größeren rückwärtigen Kastellen hatten. Im ausgehenden 3. Jahrhundert beziehungsweise um 300 n. Chr. wurde der Grenzschutz zentralisiert und der Befehlsgewalt des Statthalters der neu geschaffenen Provinz Tripolitania unterstellt. Noch vor 400 n. Chr. entstand das Amt des Dux provinciae Tripolitanae, eines hohen Offiziers der weströmischen Armee, der als Oberkommandierender der tripolitanischen Grenzschutzverbände fungierte. Die einzelnen Grenzschutzabschnitte unterlagen nun dem Befehl lokaler Kommandanten. Diese behielten zwar den Titel Praepositi limitis bei, hatten jetzt aber für wesentlich kleinräumigere Grenzabschnitte Sorge zu tragen. Im Falle von Talalati war der Praepositus limitis Talalatensis für die Sicherheit am Grenzabschnitt Talalatensis verantwortlich. Die genauere geographische Abgrenzung dieses Abschnittskommandos ist wissenschaftlich noch nicht geklärt.
Zwei weitere Inschriftensteine dokumentieren umfassende Reparaturarbeiten an den Verteidigungseinrichtungen des Kastells fast hundert Jahre später, um 355/360 n. Chr.
[…]VAGANI[…]SIO[…]S[…]DINE L[…]

[dd(ominorum) nn(ostrorum)] Constanti Pii Felicis ac triumphatoris s[emper Aug(usti)]

[et Iul]iani fortissimi ac floren[t]issimi Caes[aris]

[castell]um(?) funditus evers[u]m [par]tim ex su[o sumptu]

[partim ex …]VM[…]RESCONII [i]nlaesis N[…]

[provin]cialibus [… T(itus) A]rchon[tius Nilus …]
Übersetzung: „… unserem Herrn Konstantin, dem frommen, glücklichen und ewigen Triumphator Augustus und Julian, dem tapfersten und glänzendsten Caesar. Das völlig zerstörte Kastell wurde teils auf eigene Kosten teils aus … heil/unbeschädigt … Provinzbewohnern … Titus Archontius Nilus.“
Die folgende Inschrift war wesentlich stärker zerstört:
[… dil]apsa ad REI[…]

[…]OS propugna[cul...]

[T(itus) Archon]tiu[s] Nilus v(ir) [p(erfectissimus) praeses et comes p(rovinciae) T(ripolitaniae)]

[prov]incialibus o[ptulit]

[ad ex]ercituum u[tilitatem] [p]rocuravi[t]
Übersetzung: „…, die zerfallen waren, … Schutzwehren … hat Titus Archontius Nilus, ein vollendeter Mann, Statthalter und Militärkommandant der Provinz Tripolitanien den Provinzbewohnern dargeboten [und] sich zum Nutzen der Armeen darum gekümmert.“
(Flavius) Titus Archontius Nilus hatte von 355 bis 360 n. Chr. als praeses et comes provinciae Tripolitanae die zivile und militärische Führung der Provinz Tripolitanien inne.
Einen letzten Hinweis zur weiteren Geschichte des Kastells als Sitz eines Grenzschutzkommandeurs gibt die bereits genannte Notitia Dignitatum Occidentalis. Die dort enthaltenen Informationen können aber bereits aus dem späten 4. Jahrhundert stammen, da sich nachweisen lässt, dass viele Angaben der erhaltenen Niederschrift zu ihrer Zeit bereits veraltet oder teilweise ungenau waren. Der Archäologe David Mattingly ordnet die Information zu Talalati dem späten 4. Jahrhundert zu. Neben anderen Wissenschaftlern ging auch der Althistoriker Ralf Scharf (1959–2013) davon aus, dass der hier angesprochene Ostteil der Notitia Dignitatum ein kohärentes Dokument sei, das einen terminus post quem von 399 oder möglicherweise eher 401 n. Chr. besaß.

## Angehörige der Kohorte
Folgende Angehörige der Kohorte sind bekannt:
| - Pomponius Silvanus, ein Decurio - Julius Varus, ein Reiter - Julius Januarius, ein Reiter oder Truppenführer |